# 性別之分
在日常語言中，性別通常可以代指「生理性別」和「社會性別」，但在當代學術文獻中，這些術語通常具有不同的含義，尤其是在指涉人類時。「生理性別」一般指生物學上的性別，而「社會性別」通常指與某人性別相關的社會角色（性別角色）或基於個人自我認知的性別認同。大多數當代的社會科學家、行為科學家和生物學家，許多法律系統和政府機構以及世界衛生組織（WHO）等跨政府機構，都區分社會性別與生理性別。
在大多數人中，對於性別的各種生物決定因素是一致的，且生理性別與個人的性別認同相符，稱爲性別同一性。然而，在罕見的情況下，個體的指定性別與性別認同可能不一致，此人可能是跨性別者或性別不一致。在極少數情況下，個體可能具有使性別指定變得複雜的性別特徵，此人可能是雙性人。
儘管在英語中，「生理性別」（sex）與「社會性別」（gender）至少自十四世紀起便被交替使用，但這種用法在二十世紀後期已不再常見。性學家約翰·蔓尼於1955年率先提出區分生理性別與性別認同的概念。然而，早在1945年，伊薩克·麥迪遜·本特利（Issac Madison Bentley）已將「社會性別」定義為「生理性別的社會化」。根據蔓尼最初的概念，社會性別和生理性別是作為一個單一範疇進行分析的，其中包括生物和社會兩個要素，但後來羅伯特·斯托勒（Robert Stoller）的研究將兩者分開，分別將生理性別（sex）和社會性別（gender）定義為生物學和文化範疇。在本特利、蔓尼和斯托勒的研究之前，英語當中的「社會性別」（gender）一詞通常僅用於指代語法範疇。

## 女性主義

### 普遍
許多女性主義者認為性別只是生物學問題，而不是社會或文化建構。例如，女性主義生物學家Lynda Birke表示，「生物性別並不被視為可能發生變化的事物。」然而，生物性別和社會性別的區別模型，受到女性主義者的批評。女性主義認為，必須強調性別是一種生物方面，一種固定的，自然的，不變的，由男性和女性二分法組成。他們認為，這種區別無法識別出嚴格的男性和女性二分法之外的任何事物，並且它將會為區分「平常」的事物和那些「異常」的事物之間形成了障礙。為了證明性別不僅限於兩個類別，Anne Fausto-Sterling的Sexing the Body一書解決了雙性人兒童的出生問題。在這種情況下，標準的生物性別和社會性別的區別模型被認為是錯誤的，因為它只有兩種性別，即男性和女性。這是因為「完整的男性和完整的女性代表了一系列可能的身體類型的極端」。換句話說，Fausto-Sterling認為男性和女性的兩個極端之間存在大量的性別。
有些女性主義者將性別視為一種社會結構，而不是將性別視為一種生物結構。根據北美洲雙性人協會的說法，「大自然並不會決定『男性類別』的結束和『雙性人類別』的開始。或者『雙性人類別』的結束和『女性類別』的開始。而是人類決定。人類（通常是醫生）可以決定陰莖必須有多小，或者是在被視為雙性人之前，部分的性別特徵有多麼的不尋常。」Fausto-Sterling認為，性別是社會建構的，因為大自然並不決定誰被視為男性或女性。相反，醫生的決定對人們來說似乎是一種再「自然」不過的性別。此外，男性和女性的性別，行為，動作和外表也被視為社會建構，因為女性氣質和男性氣質的價值被支持並且被社會認為適合社會使用。

### 限制
一些女性主義者更認為生物性別和社會性別都不是嚴格的二元概念。例如，Judith Lorber表示，許多傳統的性別指標並不足以劃分男性和女性。例如，並非所有女性都會分泌乳汁，而有些男性則會。同樣的，Suzanne Kessler在1990年對兒科雙性人醫學專家的一項調查中發現，當一個孩子出生時擁有XY染色體但生殖器模糊不清時，其性別通常根據其陰莖的大小來指定。因此，即使生物性別和社會性別的差異成立，Lorber和Kessler也認為男性和女性與男性氣質和女性氣質的二分法本身並不詳盡。Lorber寫道，「我的觀點超越了公認的女性主義觀點，即社會性別是一種改變生物性別差異的新興文化。……我認為身體在生理上有許多方面存在差異，但它們完全被社會實踐所改變，以適應社會中的顯著類別，其中最普遍的是男性和女性以及男人和女人。」
此外，Lorber聲稱，生物性別和社會性別的各個類別，男性和女性與男性氣質和女性氣質，分別存在於它們之間的多樣性。因此，她的基本主張是生物性別和社會性別都是社會建構，而不是自然種類。
Linda Zerilli也提出了一個類似的觀點，她就莫尼克·維蒂格撰寫了她的觀點，「在很多女性主義理論中批評生物性別和社會性別的二分法，因為這種二分法毫無疑問地存在這樣的信念，『有一種自然抵抗審查的中心，在模型分析中被排除在社會之外的一種關係，其特徵是在文化中以及自然界中的不可避免性，這就是異性戀關係』。」Judith Butler也批評了生物性別和社會性別的區別，討論作為生物學事實的生物性別導致生物性別看似自然且政治中立。然而，她認為「表面上自然的生物性別是在為其他政治和社會利益服務的過程中產生的。」Butler總結道，「如果生物性別的不變性質受到質疑，那麼這種稱為『生物性別』的結構可能與社會性別一樣具有文化結構。事實上，也許社會性別總是已經存在，其結果就是生物性別和社會性別之間的區別根本就沒有區別。」